# Arrondissement Meaux
Arrondissement Meaux (fr. Arrondissement de Meaux) je správní územní jednotka ležící v departementu Seine-et-Marne a regionu Île-de-France ve Francii. Člení se dále na sedm kantonů a 128 obcí.

## Kantony
od roku 2015:
- Claye-Souilly (část)
- Coulommiers (část)
- La Ferté-sous-Jouarre
- Fontenay-Trésigny (část)
- Meaux
- Mitry-Mory
- Serris (část)

před rokem 2015:
- Coulommiers
- Crécy-la-Chapelle
- Dammartin-en-Goële
- La Ferté-sous-Jouarre
- Lizy-sur-Ourcq
- Meaux-Nord
- Meaux-Sud
- Mitry-Mory